# Cecilia Felgueras
Cecilia Felgueras (Buenos Aires, 6 de enero de 1962) es una política argentina que ocupó el cargo de interventora del PAMI durante el gobierno de Fernando de la Rúa  y fue Vicejefa de Gobierno de la Ciudad Autónoma de Buenos Aires durante el primer mandato de Aníbal Ibarra. Desde la finalización de su mandato se dedicó a la actividad privada.

## Trayectoria
Es licenciada en historia. En 1999 fue interventora de PAMI por el gobierno de Fernando de la Rúa. Fue imputada ante la Justicia por supuesto fraude en la compra de medicamentos para la obra social, junto con los ex interventores Horacio Rodríguez Larreta y Angel Tonietto, a partir de la denuncia de la Federación Argentina de Cámaras de Farmacias (FACAF) que los acusaba de ejercer favoritismo hacia Farmacéuticos Argentinos S.A. (FASA) en un concurso para la adquisición y aplicación de la vacuna antigripal y fue finalmente sobreseída.

## Fin de la etapa política
Con Ibarra, su relación política quedó rota el 24 de enero de 2001. Ibarra le reprochó luego la falta de conducción de la crisis tras un temporal que azotó la ciudad y le sacó a los pocos funcionarios que ella había conseguido ingresar en la administración de la ciudad.